# Lista de canais de televisão na França
Este artigo apresenta a lista de canais de televisão na França, disponível em TDT, satélite, streaming e cabo. A partir de 1 de janeiro de 2015, o número de serviços de televisão com um acordo ou beneficiando do regime de relato foi de 248, incluindo 165 serviços de televisão convencionais e 83 serviços notificados.

## Canais regionais
Lista disponível a partir de 5 de abril de 2016:
| EPG No. | Canal                                  | Notas                                          | Área                                  | Multiplex | Formato    |
| ------- | -------------------------------------- | ---------------------------------------------- | ------------------------------------- | --------- | ---------- |
| 30      | Alsace20                               |                                                | Strasbourg Mulhouse                   | R1        | 16:9       |
| 30      | Angers Télé                            |                                                | Angers                                | R1        | 16:9       |
| 30      | BFM Business Paris                     |                                                | Paris                                 | R1        | 16:9       |
| 30      | Télé Paese                             |                                                | Balagne Corsica                       | R1        | 16:9       |
| 30      | TLM                                    |                                                | Lyon                                  | R1        | 16:9       |
| 30      | TVPI                                   |                                                | Bayonne                               | R1        | 4:3        |
| 30      | TV Sud Provence                        |                                                | Marseille                             | R1        | 16:9       |
| 30      | Wéo                                    |                                                | Lille                                 | R1        | 16:9       |
| 31      | Azur TV                                |                                                | Nice                                  |           |            |
| 31      | BDM TV Cinaps TV Demain IDF Télé Bocal | Tempo de antena compartilhado                  | Paris                                 | L8        | 16:9 / 4:3 |
| 31      | D!CI TV                                |                                                | Gap                                   |           | 16:9       |
| 31      | Grand Lille TV                         |                                                | Lille                                 |           | 16:9       |
| 31      | Tébéo                                  |                                                | Brest                                 | R1        |            |
| 31      | Télénantes                             |                                                | Nantes                                |           |            |
| 31      | Télim TV                               |                                                | Limoges                               |           |            |
| 31      | TL7                                    |                                                | Saint-Étienne                         |           |            |
| 31      | TV Sud Montpellier                     | Programação local específica para Montpellier. | Montpellier                           |           | 16:9       |
| 31      | TV8 Mont-Blanc                         |                                                | Annecy Chambéry                       | R1        | 16:9       |
| 31      | Vosges Télévision                      |                                                | Épinal                                |           |            |
| 32      | Canal 32                               |                                                | Troyes                                | L8        | 4:3        |
| 32      | IDF1                                   |                                                | Paris                                 | L8        | 16:9       |
| 33      | France 24                              |                                                | Paris                                 | L8        | 16:9       |
| 33      | La Chaîne Normande                     |                                                | Rouen                                 |           | 16:9       |
| 33      | LDV TV                                 |                                                |                                       |           | 16:9       |
| 33      | LM TV                                  |                                                | Le Mans                               | R1        | 16:9       |
| 33      | Mirabelle TV                           |                                                | Metz Forbach Verdun Longwy Sarrebourg | R1        | 16:9       |
| 33      | TébéSud                                |                                                | Lorient Vannes                        |           | 16:9       |
| 33      | TLC                                    |                                                | Cholet                                | L8        | 4:3        |
| 33      | TV Sud Camargue                        |                                                | Cévennes                              |           |            |
| 33      | TV Sud PO                              |                                                |                                       |           |            |
| 33      | TV7 Bordeaux                           |                                                | Bordeaux Arcachon                     | R1        | 16:9       |
| 33      | Via Stella                             |                                                |                                       |           |            |
| 34      | MATéLé                                 | Oficial site                                   | Saint-Quentin Hirson                  | R1        | 16:9       |
| 34      | Mirabelle TV Nancy                     |                                                | Nancy                                 |           |            |
| 34      | TV Vendée                              |                                                | La Roche-sur-Yon                      | L8        | 16:9       |
| 35      | TVR                                    |                                                | Rennes                                | R1        | 16:9       |
| 36      | Bip-tv                                 |                                                | Issoudun                              | R1        | 16:9       |
| 37      | TV Tours Val de Loire                  |                                                | Tours Blois                           | R1        | 16:9       |
| 38      | téléGrenoble Isère                     |                                                | Grenoble                              | R1        | 16:9       |

## Televisão por satélite

### Televisores Bis
- 6ter
- AB Moteurs
- AB1
- AB3
- AB4
- Action
- Action HD
- Animaux
- Animaux HD
- Arte
- Arte HD
- beIN Sports 1
- beIN Sports 1 HD
- beIN Sports 2
- beIN Sports 2 HD
- BFM TV
- Canal + (apenas programação aérea gratuita)
- Chasse et Pêche
- Chérie 25
- Ciné FX
- Ciné FX HD
- Ciné Polar
- D17
- D8
- Dorcel TV
- Equidia Live
- France 2
- France 2 HD
- France 24
- France 3
- France 4
- France 5
- France Ô
- Game One
- Golf Channel France
- Gulli
- HD1
- i-Télé
- LCP-AN/Public Sénat
- Lucky Jack
- M6
- M6 HD
- Mangas
- NRJ 12
- NT1
- Numéro 23
- RMC Découverte
- RTL9
- RTL9 HD
- Science et Vie TV
- TF1
- TF1 HD
- TMC
- Toute l'Histoire
- Trek
- Téva
- Via Stella
- W9
- XXL

### Canalsat
Esta é uma lista de canais transportados pela CanalSat, a partir de fevereiro de 2016:
- 13ème Rue Universal
- A+
- AB Moteurs
- AB1
- Action
- Al Jazeera English
- Animaux
- Arte
- Arte Germany
- BBC World News
- beIN Sports 1
- beIN Sports 2
- beIN Sports 3
- BET
- BFM Business
- BFM TV
- Bloomberg Television
- Boing
- Boomerang
- Brava
- Campagnes TV
- Campus
- Canal +
- Canal+ Cinéma
- Canal+ Décalé
- Canal+ Family
- Canal+ Séries
- Canal+ Sport
- Canal+ Play
- Canal+ A la demande
- Canal Hollywood
- Canal J
- Cartoon Network
- Chérie 25
- Ciné+ Premier
- Ciné+ Classic
- Ciné+ Club
- Ciné+ Émotion
- Ciné+ Famiz
- Ciné+ Frisson
- CNBC Europe
- CNN International
- Colmax TV
- Comédie+
- D8
- D17
- Discovery Channel France
- Discovery Science
- Disney Channel
- Disney Junior
- Disney XD
- Disney Cinema
- DJAZZ.tv
- Dorcel TV
- Dorcel XXX
- DW-TV
- E!
- Encyclo
- Equidia Live
- Equidia Life
- Euronews
- Eurosport 1
- Eurosport 2
- Extreme Sports Channel
- France 2
- France 3
- France 4
- France 5
- France 24
- France Ô
- Frenchlover TV
- Game One
- Girondins TV
- Golf+
- GONG
- GONG MAX
- Gulli
- Histoire
- InfoSport+
- I24news
- i>Télé
- J-One
- June
- Kombat Sport
- KTO
- La Chaîne Météo
- LCI
- LCP AN Public Sénat
- L'Équipe 21
- Le PMorn
- Liberty TV
- Libido TV
- M6
- M6 Boutique & Co
- M6 Music
- M6 Music Black
- Ma Chaîne Sport
- Mangas
- MCM
- MCM Top
- MCS Bien Etre
- MCS Extreme
- Melody
- Mezzo
- Mezzo Live HD
- Mosaique
- Motors TV
- MTV
- MN+
- Movies Now
- MTV Hits
- Nat Geo Wild
- National Geographic
- Nickelodeon
- Nickelodeon 4teen
- Nickelodeon Junior
- Nollywood TV
- Non Stop People
- NRJ 12
- NRJ Hits
- NT1
- Numéro 23
- OCS Géants
- OCS City
- OCS Max
- OCS Choc
- OL TV
- OM TV
- Onzéo
- Paramount Channel
- Paris Première
- Pass Series
- Penthouse HD
- Pink X
- Piwi+
- Planète+
- Planète+ A&E
- Planète+ CI
- Playboy TV
- QVC
- RFM TV
- RMC Découverte
- RTL9
- Science et Vie TV
- Seasons
- Serieclub
- Sky News International
- Sport 365
- Sundance Channel
- Syfy
- TCM Cinéma
- Télétoon+
- Télétoon+1
- Téva
- TF1
- TiJi
- TMC
- Toute l'Histoire
- Trace Urban
- Trek
- TV Breizh
- TV5Monde
- TV8 Mont-Blanc
- Ushuaia TV
- Vivolta
- Voyage
- W9
- XXL